# Weyer, Bas-Rhin

Weyer este o comună în departamentul Bas-Rhin, Franța. În 1 ianuarie 2022 avea o populație de 515 de locuitori.